# Enrique Chaffardet
Enrique Chaffardet (Güiria, 5 de diciembre de 1907 – Caracas, 24 de abril de 1980) también conocido como «Henry Chaff» y «El Indio de Irapa» (y también como «Chafferdet» debido a errores de escritura), fue el primer boxeador venezolano en conseguir éxito internacional, y fue finalmente inducido en el Salón de la Fama con un registro oficial de 58-20-7.

## Biografía
En su juventud, él y su familia huyeron de Venezuela por razones políticas hacia Nueva York. Ahí se le dio el apodo «Henry Chaff». Luchó como amateur alrededor de 1924-1925. 
En 1924 trabajó como compañero de entrenamiento para Pancho Villa en Brooklyn, Nueva York. Como boxeador amateur en la Ascensión Casa Parroquial logró tres victorias en una sola noche. En 1925 pasa a profesional, entrenado por los excampeones mundiales Mike McTigue y Clonie Tait. En 1926 fue el boxeador más cotizado en Brooklyn. El 7 de octubre de 1926 debuta como profesional contra Ernie Lind en Nueva Jersey. 
Chaffardet se mudó a Puerto Rico, y según dicen apareció en la primera tarjeta legal de boxeo profesional de la Isla. Tras su salida de Puerto Rico regresó a Venezuela y continuó entrenando boxeadores, incluyendo su futuro rival Simón Chávez.
Informe de fuentes venezolanas informan que Chaffardet tuvo más de 100 victorias como profesional, con aproximadamente 18 derrotas. Acabó su carrera en 1944.
Chaffardet falleció el 24 de abril de 1981 en Caracas, Venezuela. 